# كيت غيراغتي
كيت غيراغتي (بالإنجليزية: Kate Geraghty)‏ هي مصورة أخبار ومصورة أسترالية، ولدت في 1972.